# Aquivaldo Mosquera
Aquivaldo Mosquera (Apartadó, Antioquia, Colombia; 22 de junio de 1981) es un exfutbolista y entrenador colombiano naturalizado mexicano. Actualmente entrena al Lobos ULMX de la Serie A de México.

## Trayectoria

### Atlético Nacional
Debutó con el Atlético Nacional de Colombia en el año 2000.

### Club Pachuca
En 2005 llegó a México para el Pachuca CF en el cual debutó el 30 de julio de 2005 en la fecha 1 del Apertura 2005 en la victoria del Pachuca 2-1 sobre el Monterrey.

### Sevilla FC
En 2007 fichó por el equipo español Sevilla, donde jugó durante dos temporadas. Disputó un total de 41 partidos de Liga y 6 de Champions League en estos dos años y, con el club, ganó la Supercopa de España tras batir al Real Madrid en una eliminatoria final a doble partido.

### Club América
En el 2009 el defensa regresa a México, esta vez para jugar con el Club América. El traspaso ascendió a los 4.2 millones de euros.
En el 2012 fue elegido por el diario El País de Uruguay como parte del Equipo Ideal de América en ese año.
Para el año 2013 es designado capitán del América. Igualmente se convierte en el noveno jugador mejor pagado de la Liga MX en el 2013, según la revista Forbes. Mosquera ganó el campeonato Clausura 2013, anotando un gol en el partido de vuelta de la final a tan solo dos minutos del final del tiempo regular, el cual fue decisivo para la eventual remontada del América frente a Cruz Azul.

### Club Pachuca
El 6 de junio de 2014 Mosquera regresó al Pachuca. El 31 de agosto de 2015 marcaría un gol con su club y sería escogido en el XI ideal de la fecha 7 en la liga mexicana. El 7 de noviembre volvería a marcar gol para darle la victoria 3-2 sobre el Club León, siendo escogido en el XI ideal de la fecha 16 de la Liga.

### Deportivo Cali
En junio de 2016 se confirma como nuevo jugador del Deportivo Cali pedido por el técnico Mario Yepes.

Su debut sería el 10 de julio en el Estadio Manuel Murillo Toro de Ibagué frente al Deportes Tolima. Su primer gol lo marcaría el 4 de diciembre en el último partido del torneo, donde quedarían eliminados por el Atlético Bucaramanga en los cuartos de final de la liga. El partido quedaría 1 a 1. En general, no tuvo un buen paso por el equipo caleño.

### Chiapas FC
El 31 de enero de 2017 fue anunciado como el último refuerzo de Jaguares de Chiapas de la Primera División de México. Debuta el 15 de febrero por la Copa de México en la derrota por la mínima en su visita al Necaxa.

## Selección nacional
Aquivaldo Mosquera ha sido convocado a la selección colombiana en varias ocasiones, incluso a las eliminatorias para el Mundial de 2010, para el Mundial de 2014 y para varios amistosos. Él fue el capitán del equipo durante la primera mitad de las eliminatorias mundialistas.

### Participaciones en Eliminatorias al Mundial
| Eliminatorias                 | Resultado | PJ | Goles |
| ----------------------------- | --------- | -- | ----- |
| Eliminatorias Mundial de 2010 | 7° lugar  | 7  | 0     |
| Eliminatorias Mundial de 2014 | 2° lugar  | 4  | 0     |

### Participaciones en Copa América
| Copa              | Sede      | Resultado        | Partidos | Goles |
| ----------------- | --------- | ---------------- | -------- | ----- |
| Copa América 2011 | Argentina | Cuartos de final | 1        | 0     |

## Clubes

### Como jugador
| Club              | País     | Año         |
| ----------------- | -------- | ----------- |
| Atlético Nacional | Colombia | 2000 - 2005 |
| Pachuca           | México   | 2005 - 2007 |
| Sevilla           | España   | 2007 - 2009 |
| América           | México   | 2009 - 2014 |
| Pachuca           | México   | 2014 - 2016 |
| Deportivo Cali    | Colombia | 2016        |
| Chiapas           | México   | 2017        |

### Como entrenador
| Club                    | País     | Año       |
| ----------------------- | -------- | --------- |
| Cúcuta Deportivo        | Colombia | 2022      |
| Inter de Querétaro      | México   | 2023      |
| Agricultores de Guasave | México   | 2024      |
| Lobos ULMX              | México   | 2025-Act. |

## Estadísticas como jugador

### Clubes[7][8]
| Club                         | Div.          | Temporada     | Liga  | Liga  | Copa Nacional | Copa Nacional | Copa Internacional | Copa Internacional | Total | Total |
| Club                         | Div.          | Temporada     | Part. | Goles | Part.         | Goles         | Part.              | Goles              | Part. | Goles |
| ---------------------------- | ------------- | ------------- | ----- | ----- | ------------- | ------------- | ------------------ | ------------------ | ----- | ----- |
| Atlético Nacional · Colombia | 1.ª           | 2000-05       | 169   | 15    | -             | -             | 12                 | 1                  | 181   | 16    |
| Atlético Nacional · Colombia | Total club    | Total club    | 169   | 15    | 0             | 0             | 12                 | 1                  | 181   | 16    |
| Pachuca · México             | 1.ª           | 2005-07       | 75    | 7     | -             | -             | 13                 | 1                  | 88    | 8     |
| Pachuca · México             | 1.ª           | 2014-15       | 34    | 0     | -             | -             | 3                  | 0                  | 37    | 0     |
| Pachuca · México             | 1.ª           | 2015-16       | 20    | 3     | 8             | 0             | -                  | -                  | 28    | 3     |
| Pachuca · México             | Total club    | Total club    | 129   | 10    | 8             | 0             | 16                 | 1                  | 153   | 11    |
| Sevilla · España             | 1.ª           | 2007-08       | 24    | 0     | -             | -             | 5                  | 0                  | 29    | 0     |
| Sevilla · España             | 1.ª           | 2008-09       | 17    | 0     | -             | -             | 1                  | 0                  | 18    | 0     |
| Sevilla · España             | Total club    | Total club    | 41    | 0     | 0             | 0             | 6                  | 0                  | 47    | 0     |
| América · México             | 1.ª           | 2009-10       | 30    | 1     | 4             | 0             | -                  | -                  | 34    | 1     |
| América · México             | 1.ª           | 2010-11       | 38    | 2     | -             | -             | 6                  | 0                  | 44    | 0     |
| América · México             | 1.ª           | 2011-12       | 35    | 1     | -             | -             | -                  | -                  | 35    | 1     |
| América · México             | 1.ª           | 2012-13       | 40    | 1     | 7             | 0             | -                  | -                  | 47    | 1     |
| América · México             | 1.ª           | 2013-14       | 37    | 2     | -             | -             | 3                  | 0                  | 40    | 0     |
| América · México             | Total club    | Total club    | 180   | 7     | 11            | 0             | 9                  | 0                  | 200   | 7     |
| Deportivo Cali · Colombia    | 1.ª           | 2016          | 12    | 1     | 2             | 0             | -                  | -                  | 14    | 1     |
| Deportivo Cali · Colombia    | Total club    | Total club    | 12    | 1     | 2             | 0             | 0                  | 0                  | 14    | 1     |
| Chiapas · México             | 1.ª           | 2017          | 10    | 0     | 1             | 0             | -                  | -                  | 11    | 0     |
| Chiapas · México             | Total club    | Total club    | 10    | 0     | 1             | 0             | 0                  | 0                  | 11    | 0     |
| Total carrera                | Total carrera | Total carrera | 541   | 33    | 22            | 0             | 43                 | 2                  | 606   | 35    |

### Selección[9]
| Mayores · Colombia | 2005                       | 2  | 0 | —  | — | — | — | 2  | 0 |
| Mayores · Colombia | 2007                       | 6  | 1 | 4  | 0 | — | — | 10 | 1 |
| Mayores · Colombia | 2008                       | 2  | 0 | 3  | 0 | — | — | 5  | 0 |
| Mayores · Colombia | 2010                       | 1  | 0 | —  | — | — | — | 1  | 0 |
| Mayores · Colombia | 2011                       | 2  | 0 | 3  | 0 | — | — | 5  | 0 |
| Mayores · Colombia | 2012                       | 3  | 0 | 2  | 0 | — | — | 5  | 0 |
| Mayores · Colombia | 2013                       | 1  | 0 | —  | — | — | — | 1  | 0 |
| Mayores · Colombia | Total                      | 17 | 1 | 12 | 0 | 0 | 0 | 29 | 1 |
| Total Selecciones Colombia                                                                                                | Total Selecciones Colombia | 17 | 1 | 12 | 0 | 0 | 0 | 29 | 1 |
| (1) Incluye los partidos de: Clasificación de Conmebol para la Copa Mundial de Fútbol (2010, 2014) y Copa América (2011). |                            |    |   |    |   |   |   |    |   |

## Estadísticas como entrenador
| Equipo           | País     | Desde               | Hasta                    | Partidos | Partidos | Partidos | Partidos | Partidos    |
| Equipo           | País     | Desde               | Hasta                    | PJ       | PG       | PE       | PP       | Rendimiento |
| ---------------- | -------- | ------------------- | ------------------------ | -------- | -------- | -------- | -------- | ----------- |
| Cúcuta Deportivo | Colombia | 20 de marzo de 2022 | 14 de septiembre de 2022 | 12       | 3        | 3        | 6        | 33.33%      |
| Total            | Total    | Total               | Total                    | 12       | 3        | 3        | 6        | 33.33%      |

## Palmarés

### Campeonatos nacionales
| Título                     | Equipo            | Sede     | Año  |
| -------------------------- | ----------------- | -------- | ---- |
| Categoría Primera A        | Atlético Nacional | Colombia | 2005 |
| Primera División de México | Pachuca           | México   | 2006 |
| Primera División de México | Pachuca           | México   | 2007 |
| Supercopa de España        | Sevilla FC        | España   | 2007 |
| Primera División de México | Club América      | México   | 2013 |
| Primera División de México | Pachuca           | México   | 2016 |

### Campeonatos internacionales
| Título            | Equipo            | Sede     | Año  |
| ----------------- | ----------------- | -------- | ---- |
| Copa Merconorte   | Atlético Nacional | Colombia | 2000 |
| Copa Sudamericana | Pachuca CF        | México   | 2006 |
| Liga de Campeones | Pachuca CF        | México   | 2007 |

### Distinciones individuales
| Distinción                        | Año  |
| --------------------------------- | ---- |
| Parte del Equipo Ideal de América | 2012 |